# دورة القارة العظمى

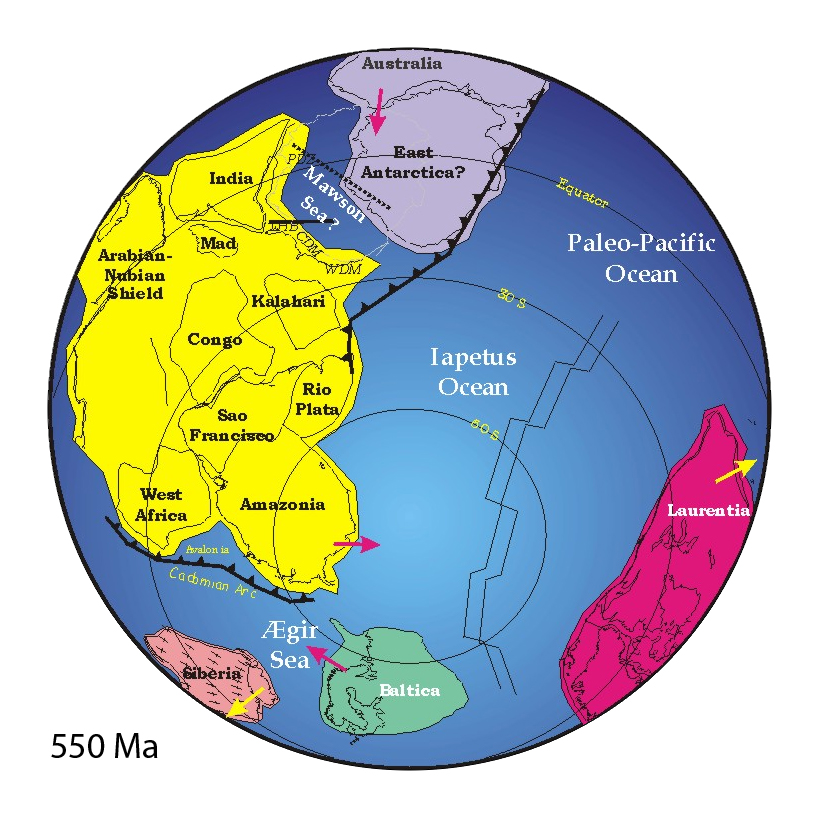

دورة القارة العظمى هي تجميع شبه دوري وتفرق للقشرة القارية الأرضية. هناك آراء مختلفة حول ما إذا كانت كمية القشرة القارية تزداد، أم تنقص، أو ثابتة لا تتغير، ولكن من المتفق عليه أن القشرة الأرضية يجري إعادة تكوينها باستمرار . ويقال أن أحد دورات القارة العظمى الكاملة قد تأخذ 300-500000000 سنة. التصادم القاري يصنع قارات أصغر وأكبر حين يحدث التصدع فإنه يصنع قارات أكثر وأصغر .

## الوصف
القارة العملاقة الأخيرة، بانجيا، شكلت قبل نحو 300 مليون سنة. هناك نوعان من وجهات النظر المختلفة حول تاريخ القارة العظمى السابقة. الأول يقترح سلسلة من القارات العظمى: (فالبارا) (من 2.8 إلى 3.6 مليار سنة)؛ (قبل 3 بليون سنة)؛ (وقبل 2,7-2100000000 سنة). تم تشكيل قارة (كينورلاند). (قبل 1,8 إلى 1500000000 سنوات.) تم تشكيل (كولومبيا).وقارة ( رودينيا ) من 1250000000إلى 750 مليون سنة؛ و(بانوتيا) قبل 600 مليون سنة، التي أنتجت الشظايا التي اصطدمت في النهاية لتشكل قارة( بانجيا ).
وجهة النظر الثانية (بروتوبانجيا-بالوبانجيا)، التي بنيت على الأدلة المأخوذة من مغناطيسية بالوبانجيا والجيولوجية، هي أن دورات القارة العظمى لم تحدث من قبل عن 0.6 جورجيا (خلال فترة الإدياكاري). بدلا من ذلك، تتألف القشرة القارية للقارة العظمى واحدة من حوالي 2.7 غ «قبل بليون سنة» حتى فضت لأول مرة، في مكان ما حول 0.6 جورجيا. بناء على الملاحظة أنه إذا تم فقط إجراء تعديلات هامشية صغيرة على إعادة الإعمار الأولية، تشير البيانات إلى أن الأقطاب المغناطيسة تجمعت لمواقف شبه ثابتة لفترات طويلة بين حوالي 2,7-2,2، 1,5-1,25 و0،75-،6 جورجيا.
بمغناطيسية بالوبانجيا الكافية من وجود قارة عظمى واحدة نشأت من(بروتوبانجيا - بالوبانجيا) استمرت لفترة شبه طويلة. ويمكن تفسير المدة طويلة لهذه القارة العملاقة من غطاء العملية التكتونية (المماثلة للتكتونية التي تعمل على المريخ والزهرة) في أوقات ما قبل الكمبري، بدلا من الصفائح التكتونية التي نراها على الأرض المعاصرة.
تشير أنواع المعادن الموجودة داخل الألماس القديمة أن نشأة وتفكك دورة القارة العظمى بدأت منذ ما يقرب من 3.0 مليار سنة. قبل3.2 مليار سنة، ما تشكل كان عبارة عن الألماس والتراكيب الصوانية فقط(التي توجد عادة في قشرة الأرض)، في حين أنه بعد 3.0 مليار سنة مضت أصبحت الالماس المتحولة (الصخور من قشرة سطح الأرض) سائدة.
تستكمل دورة العملاقة المفترضة من قبل دورة ويلسون التي تسمى بالصفائح التكتونية الرائدة .توزو ويلسون، الذي يصف الافتتاح الدوري واختتام أحواض المحيطات. لأن أقدم مواد قاع البحر عمرها فقط 170 مليون سنة، في حين أن أقدم مادة للقشرة القارية وجدت اليوم تعود إلى 4 مليارات سنة على الأقل، فمن المنطقي التأكيد على سجل أطول بكثير من نبض الكواكب التي يتم تسجيله في القارات.

## آثار على مستوى سطح البحر
ومن المعروف أن مستوى سطح البحر يكون منخفضا عموما عندما تكون القارات معا ويكون مرتفعا عندما يكونون بعيدا عن بعضهم. على سبيل المثال، كان مستوى سطح البحر منخفض في وقت تشكيل بانجيا (البرمي) وبانوتيا (آخر نطاق البيضة)، وارتفع بسرعة لماكسيما خلال اوردوفيكي وأوقات العصر الطباشيري، عندما تفرقت القارات. وذلك لأن عمر الغلاف الصخري المحيطي يوفر سيطرة كبيرة على عمق أحواض المحيطات، وبالتالي على مستوى سطح البحر في العالم. أشكال الغلاف الصخري المحيطي في وسط المحيط ويتحرك إلى الخارج. كما يحدث هذا، فإنه يبرد وينكمش. هذا التبريد والتقلص يقللان من السماك ويزيدان من كثافة الغلاف الصخري المحيطي، والنتيجة العامة هي التخفيض في ارتفاع قاع البحر بعيدا عن التلال وسط المحيط. بالنسبة للغلاف الصخري المحيطي الذي هو أقل من حوالي 75 مليون سنة، يكون نموذج التبريد البسيط لنصف المساحة من أعمال التبريد الموصل عاملا، في عمق أحواض المحيطات في المناطق التي لا يوجد بها الاندساس قريبا هي وظيفة عمر الغلاف الصخري المحيطي ر. بشكل عام،
حيث κ هو الانتشار الحراري من انطلاق حرارة الغلاف الصخري (ج 8 × 10-7 M2 / ث)،هو معامل التمدد الحراري الفعال لموسيقى الروك (ج. 5.7 × 10-5 °C-1)، T1 هي درجة الحرارة من الرواسب المتصاعدة مقارنة مع درجة الحرارة عند الحدود العليا (ج. 1220 درجة مئوية لمدة المحيط الأطلسي والمحيط الهندي، ج. 1120 درجة مئوية لمدة شرق المحيط الهادئ) و(د.ر) هو عمق التلال تحت سطح المحيط. بعد التوصيل في أرقام تقريبية لقاع البحر، تصبح المعادلة:
لشرق المحيط الهادئ:
{\ د (ر) = 350 {\ الجذر التربيعي {ر}} + 2500} د (ر) = 350 {\ الجذر التربيعي {ر}} + 2500
وللمحيطان الأطلسي والهندي:
{\ د (ر) = 390 {\ الجذر التربيعي {ر}} + 2500} د (ر) = 390 {\ الجذر التربيعي {ر}} + 2500
حيث السرعة تكون في الأمتار والوقت يكون ملايين السنين، حيث تشكلت القشرة في ذلك الوقت في منتصف تلال المحيط التي تقع على عمق حوالي 2500 م، في حين أن قاع البحر يبلغ من العمر 50 مليون يكون على عمق نحو 5000 متر.
كما ينخفض مستوى سطح البحر، وحجم أحواض المحيطات سيزداد، إذا غيرها من العوامل التي يمكنها التحكم في مستوى سطح البحر لا تزال مستمرة، سينخفض مستوى سطح البحر . والعكس صحيح أيضا: الأغلفة الصخرية المحيطية تؤدي إلى المحيطات الضحلة وارتفاع مستويات البحار إذا ظلت العوامل الأخرى ثابتة.
منطقة A،للمحيطات، يمكن أن تتغير عندما يحدث تصدع القارات (فتقوم بمد انخفاض القارات وتزيد من مستوى سطح البحر) أونتيجة الاصطدام القاري (ضغط القارات يؤدي إلى زيادة وانخفاض مستوى سطح البحر). وزيادة مستوى سطح البحر للفيضانات الخاصة بالقارات، في حين أن انخفاض مستوى سطح البحر سوف يكشف الرفوف القارية.
لأن الجرف القاري لديه منحدر منخفض جدا، فسوف يتعرض لزيادة طفيفة في مستوى سطح البحر مما سيؤدي إلى تغيير كبير في نسبة القارات التي غمرتها المياه.
إذا كان معدل محيطات العالم صغيرا، سيكون قاع البحر ضحلا نسبيا، وسوف يرتفع مستوى سطح البحر: وستغمر المياه معظم القارات. إذا كانت محيطات العالم عمرها صغير، سيكون قاع البحرعميقا نسبيا، وسوف ينخفض مستوى سطح البحر : سيتم تعريض معظم القارات للخطر.
وبالتالي فإن هناك علاقة بسيطة نسبيا بين دورة القارة العظمى وعمر قاع البحر.
القارة العظمى = الكثير من قيعان البحار القديمة = انخفاض مستوى سطح البحر
القارات المتفرقة = الكثير من قيعان البحار صغيرة العمر = مستوى البحر المرتفع
سيكون هناك أيضا تأثير مناخي لدورة القارة العظمى التي من شأنها تضخيم هذا أبعد من ذلك:
القارة= المناخ القاري المهيمن = التجلد القاري المرجح = مستوى سطح البحر المنخفض الذي لا يزال موجود
القارات المتفرقة = عدم تخفيض المناخ المهيمن = التجلد القاري المرجح = مستوى سطح البحر المناخي البحري بواسطة هذه الآلية.

## العلاقة بالحركات التكتونية العالمية
هناك تطور للأنظمة التكتونية التي تصاحب دورة القارة العظمى خلال تفكك القارة العظمى، وبيئات التصدع المهيمنة. ويتبع ذلك بيئات الوجه السلبي، بينما يستمر نمو انتشار قيعان البحار والمحيطات. يتبع هذا بدوره من خلال تطوير بيئات الاصطدامات التي أصبحت ذات أهمية متزايدة مع مرور الوقت. الاصطدامات الأولى بين القارات وأقواس الجزر، ولكن في نهاية المطاف تؤدي إلى اصطدام قارة بقارة أخرى. هذا هو الوضع الذي لوحظ خلال دورة القارة العظمى في الحياة القديمة وملاحظ دورة القارة العظمى في الحياة الحديثة، لا تزال جارية.

## العلاقة بالمناخ
هناك نوعان من المناخات الأرضية العالمية: الجليدي والاحتباس الحراري. يتميز المناخ الجليدي بالتجمد القاري المتكرر وبالبيئات الصحراوية القاسية. يتميز الاحتباس الحراري بالمناخات الدافئة. كلا المناخين يعكسان دورة القارة العظمي. يوجد الآن مرحلة قصيرة للاحتباس الحراري لعالم المناخ الجليدي.

## * المناخ الجليدي
- القارات تتحرك معا
- مستوى سطح البحر المنخفض بسبب قلة إنتاج قاع البحر
- برودة المناخ، والأراضي القاحلة
- مرتبط ببحار (الأراغونيت)
- تشكيل قارات عظمى

## * مناخ الاحتباس الحراري
- تتفرق القارات
- يرتفع مستوى سطح البحر
- ينتشر المستوى العالي لقاع البحر
- كميات كبيرة نسبيا من إنتاج ثاني أكسيد الكربون في مناطق التصدع المحيطية
- المناخ يصبح دافئا ورطبا
- مرتبط ببحار (الكالسيت)

## العلاقة بالتطور
الآلية الرئيسية للتطور هي الانتقاء الطبيعي بين مختلف فئات السكان. كما يحدث الانجراف الوراثي بشكل أكثر تكررا في المجموعات الصغيرة، والتنوع هو نتيجة لوحظت من العزلة.عزلة أقل، وبالتالي تنوع أقل، ويحدث عندما تكون القارات كلها معا، وتنتج كلاهما من قارة واحدة ومحيطات واحدة مع ساحل واحد. في آخر حقبة للطلائع الحديثة الخاصة بالعصور الأولى لحقب الحياة القديمة ، عندما وقع انتشار هائل لحيوانات التصنيف الأقل المتنوعة، التي نتجت من عزلة البيئات البحرية لتفكك بانوتيا.
ترتيب القارات والمحيطات بين الشمال والجنوب يؤدي إلى المزيد من التنوع والعزلة من الترتيبات بين الشرق والغرب. ترتيبات الشمال إلى الجنوب تعطي مناطق مختلفة مناخيا على طول طرق المواصلات في الشمال والجنوب، والتي يتم فصلها عن طريق المياه أو الأراضي من مناطق أخرى قارية أو محيطية لمناخ مماثل. تشكيل مساحات مماثلة من القارات وأحواض المحيطات الموجهة الشرق والغرب يؤدي إلى عزلة أقل من ذلك بكثير، وتنويع، وتطور أبطأ، منذ أن كانت كل قارة أو محيط موجودة في مناطق مناخية أقل. من خلال حقب الحياة الحديثة، وقد تم تكبير العزلة التي أنشأتها الترتيبات بين الشمال والجنوب.
التنوع، كما يقاس بعدد الأسر،فإنه يتبع دورة القارة العظمى بشكل جيد للغاية.